# 대한민국 민법 제210조
대한민국 민법 제206조는 준점유에 대한 민법 물권법 점유권상 조문이다.

## 조문
제210조(준점유) 본장의 규정은 재산권을 사실상 행사하는 경우에 준용한다.

第210條(準占有) 本章의 規定은 財産權을 事實上 行使하는 境遇에 準用한다.

## 참조 조문
민법 제470조 (채권의 준점유자에 대한 변제) 채권의 준점유자에 대한 변제는 변제자가 선의이며 과실없는 때에 한하여 효력이 있다.

## 판례
- 채권의 준점유자라고 하려면 채권의 사실상 귀속자와 같은 외형을 갖추어야 하므로 예금채권의 준점유자는 예금통장과 그에 찍힌 인영과 같은 인장을 소지하여야 한다[1]

## 참고 문헌
- 오현수, 일본민법, 진원사, 2014. ISBN 978-89-6346-345-2
- 오세경, 대법전, 법전출판사 , 2014 ISBN 978-89-262-1027-7
- 이준현 , LOGOS 민법 조문판례집, 미래가치, 2015. ISBN 979-1-155-02086-9

## 같이 보기
- 점유권
- 준점유
- 대한민국 민법 제470조